# ليف مولر
ليف مولر هو متسابق يخت سويدي، ولد في 11 أبريل 1958.

## وصلات خارجية
- ليف مولر على موقع أوليمبيديا (الإنجليزية)
- ليف مولر على موقع اللجنة الأولمبية السويدية (السويدية)